# Radoslav Yankov
Radoslav Yankov, né le 26 janvier 1990 à Smolyan, est un snowboardeur bulgare.

## Carrière
Il participe aux Jeux olympiques d'hiver de 2014, terminant 21e en slalom parallèle et 25e en slalom géant parallèle.
Il compte au 11 février 2018 8 podiums en Coupe du monde de snowboard dont 3 victoires d'épreuves. Il remporte le classement de slalom géant parallèle  en 2017 (il est deuxième en slalom géant parallèle et troisième en slalom parallèle en 2016).
Il est le porte-drapeau de la Bulgarie aux Jeux olympiques d'hiver de 2018 et lors de ceux de 2022.

## Palmarès

### Coupe du monde de snowboard
- 1 gros globe de cristal :
  - Vainqueur du classement parallèle en 2016.
- 1 petit globe de cristal :
  - Vainqueur du classement slalom géant parallèle en 2017.
- 12 podiums dont 4 victoires en carrière.

#### Détails des victoires
| Épreuve / Édition | Slalom parallèle | Slalom géant parallèle |
| ----------------- | ---------------- | ---------------------- |
| 2015-2016         | Bad Gastein      | Carezza                |
| 2016-2017         |                  | Bansko                 |
| 2024-2025         |                  | Carezza                |